# Чемпионат СССР по классической борьбе 1950
19-й чемпионат СССР по классической борьбе 1950 года проходил в Саратове с 21 по 30 мая 1950 года. В чемпионате выступил 121 борец, представлявших 16 организаций из 31 города. Продолжительность схватки вместо прежних 20 минут была, согласно международным правилам, установлена 15 минут. Система розыгрыша сохранилась прежняя — выбывание участника при получении 7 проигрышных очков.

## Медалисты
| Весовая категория | Золото                                    | Серебро                                     | Бронза                                    |
| ----------------- | ----------------------------------------- | ------------------------------------------- | ----------------------------------------- |
| Наилегчайший вес  | Борис Гуревич «Искра» (Москва)            | В. Вешагури «Динамо» (Тбилиси)              | Михаил Климачев «Динамо» (Ростов-на-Дону) |
| Легчайший вес     | Артём Терян «Динамо» (Кировобад)          | Александр Литвинов «Динамо» (Москва)        | Аркадий Ленц «Искра» (Москва)             |
| Полулёгкий вес    | Яков Пункин «Искра» (Запорожье)           | Степан Ропаев «Динамо» (Луганск)            | Хельмут Пуур «Калев» (Таллин)             |
| Лёгкий вес        | Гурген Шатворян «Динамо» (Ростов-на-Дону) | Леонид Егоров «Динамо» (Москва)             | Борис Яковлев «Крылья Советов» (Москва)   |
| Полусредний вес   | Семён Марушкин «Динамо» (Москва)          | Валериан Трубчанинов «Спартак» (Львов)      | Вячеслав Кожарский «Зенит» (Москва)       |
| Средний вес       | Николай Белов «Динамо» (Москва)           | Григорий Ткаченко «Динамо» (Ростов-на-Дону) | Гиви Картозия «Искра» (Тбилиси)           |
| Полутяжёлый вес   | Шалва Чихладзе «Динамо» (Москва)          | Григорий Малинко «Динамо» (Харьков)         | А. Выдряков «Зенит» (Тула)                |
| Тяжёлый вес       | Йоханнес Коткас «Динамо» (Таллин)         | Александр Мазур Советская Армия (Москва)    | Михаил Стрижак «Искра» (Москва)           |

## Итоговое положение
Наилегчайший вес (52 кг), 18 участников
|   | Борис Гуревич       | «Искра» (Москва)          |
|   | В. Вешагури         | «Динамо» (Тбилиси)        |
|   | Михаил Климачев     | «Динамо» (Ростов-на-Дону) |
| 4 | Сафощин             | Запорожье                 |
| 5 | Анатолий Бардыбахин | Москва                    |
| 6 | Иван Коршунов       | Минск                     |

Легчайший вес (57 кг), 15 участников
|   | Артём Терян        | «Динамо» (Кировобад)      |
|   | Александр Литвинов | «Динамо» (Москва)         |
|   | Аркадий Ленц       | «Искра» (Москва)          |
| 4 | Николай Раков      | Ленинград                 |
| 5 | Борис Люляков      | Москва                    |
| 6 | Владимир Сташкевич | «Динамо» (Ростов-на-Дону) |

Полулёгкий вес (62 кг), 18 участников
|   | Яков Пункин            | «Искра» (Запорожье) |
|   | Степан Ропаев          | «Динамо» (Луганск)  |
|   | Хельмут Пуур           | «Калев» (Таллин)    |
| 4 | В. Телков              | Москва              |
| 5 | Арташес Назарян        | «Динамо» (Ереван)   |
| 6 | Александр Колмановский | Москва              |

Лёгкий вес (67 кг), 21 участник
|   | Гурген Шатворян | «Динамо» (Ростов-на-Дону) |
|   | Леонид Егоров   | «Динамо» (Москва)         |
|   | Б. Яковлев      | «Крылья Советов» (Москва) |
| 4 | В. Яковлев      | Москва                    |
| 5 | Малиевский      | Ленинград                 |
| 6 | Шазам Сафин     | Советская Армия (Москва)  |

Полусредний вес (73 кг), 13 участников
|   | Семён Марушкин       | «Динамо» (Москва) |
|   | Валериан Трубчанинов | «Спартак» (Львов) |
|   | Вячеслав Кожарский   | «Зенит» (Москва)  |
| 4 | Эдгар Пуусепп        | «Калев» (Таллин)  |
| 5 | Николай Болдин       | Ленинград         |
| 6 | Косырев              | Саратов           |

Средний вес (79 кг), 16 участников
|   | Николай Белов     | «Динамо» (Москва)         |
|   | Григорий Ткаченко | «Динамо» (Ростов-на-Дону) |
|   | Гиви Картозия     | «Искра» (Тбилиси)         |
| 4 | Дураков           |                           |
| 5 | Ларин             | Ташкент                   |
| 6 | В. Крячун         | «Строитель» (Сталино)     |

Полутяжёлый вес (87 кг), 9 участников
|   | Шалва Чихладзе   | «Динамо» (Москва)  |
|   | Григорий Малинко | «Динамо» (Харьков) |
|   | А. Выдряков      | «Зенит» (Тула)     |
| 4 | Целуковский      | Брянск             |
| 5 | Литвинов         | Ростов-на-Дону     |
| 6 | Денисенко        | Москва             |

Тяжёлый вес (свыше 87 кг), 9 участников
|   | Йоханнес Коткас | «Динамо» (Таллин)        |
|   | Александр Мазур | Советская Армия (Москва) |
|   | Михаил Стрижак  | «Искра» (Москва)         |
| 4 | Каптюх          | Запорожье                |
| 5 | Скрыпченко      | Ростов-на-Дону           |
| 6 | Морозов         |                          |